# Österreichische Alpine Skimeisterschaften 2003
Die Österreichischen Alpinen Skimeisterschaften 2003 fanden von 27. bis 30. März in Zauchensee und Filzmoos statt. Die Rennen waren international besetzt, um die Österreichische Meisterschaft fuhren jedoch nur die österreichischen Teilnehmer.

## Herren

### Abfahrt
| Platz | Name                 | Zeit        |
| ----- | -------------------- | ----------- |
| 01    | Norbert Holzknecht   | 1:36,56 min |
| 02    | Michael Walchhofer   | 1:36,73 min |
| 03    | Hannes Reichelt      | 1:37,04 min |
| 04    | Hans Grugger         | 1:37,41 min |
| 05    | Peter Rzehak         | 1:37,52 min |
| 06    | Peter Struger        | 1:37,59 min |
| 07    | Klaus Kröll          | 1:37,60 min |
| 08    | Mario Scheiber       | 1:37,89 min |
| 09    | Christoph Kornberger | 1:38,08 min |
| 10    | Markus Buchacher     | 1:38,42 min |

Datum: 27. März 2003

Ort: Zauchensee

### Super-G
| Platz | Name                    | Zeit        |
| ----- | ----------------------- | ----------- |
| 01    | Mario Scheiber          | 1:11,59 min |
| 02    | Stephan Görgl           | 1:11,78 min |
| 03    | Christoph Gruber        | 1:11,88 min |
| 04    | Klaus Kröll             | 1:11,96 min |
| 05    | Manfred Gstatter        | 1:12,11 min |
| 06    | Stephan Eberharter      | 1:12,27 min |
| 07    | Christoph Alster        | 1:12,32 min |
| 08    | Kurt Sulzenbacher (ITA) | 1:12,36 min |
| 09    | Hans Knauß              | 1:12,77 min |
| 10    | Finlay Mickel (GBR)     | 1:12,91 min |

Datum: 28. März 2003

Ort: Zauchensee

### Riesenslalom
| Platz | Name                 | Zeit        |
| ----- | -------------------- | ----------- |
| 01    | Reinfried Herbst     | 1:56,53 min |
| 02    | Hannes Reiter        | 1:56,75 min |
| 03    | Peter Struger        | 1:57,35 min |
| 04    | Stephan Görgl        | 1:57,36 min |
| 05    | Philipp Schörghofer  | 1:57,40 min |
| 06    | Hannes Reichelt      | 1:57,54 min |
| 07    | Patrick Bechter      | 1:57,77 min |
| 08    | Christoph Kornberger | 1:57,81 min |
| 09    | Manfred Pranger      | 1:57,83 min |
| 10    | Josef Schild         | 1:57,87 min |

Datum: 29. März 2003

Ort: Zauchensee

### Slalom
| Platz | Name                 | Zeit        |
| ----- | -------------------- | ----------- |
| 01    | Manfred Pranger      | 1:37,13 min |
| 02    | Reinfried Herbst     | 1:37,87 min |
| 03    | Noel Baxter (GBR)    | 1:37,98 min |
| 04    | Mitja Valenčič (SLO) | 1:38,02 min |
| 05    | Stanley Hayer (CZE)  | 1:38,66 min |
| 06    | Stefan Kogler (GER)  | 1:38,75 min |
| 07    | Jono Brauer (AUS)    | 1:39,07 min |
| 08    | Florian Seer         | 1:39,15 min |
| 09    | Wolfgang Hörl        | 1:39,55 min |
| 10    | Manfred Gstatter     | 1:39,99 min |

Datum: 30. März 2003

Ort: Filzmoos

### Kombination
Die Kombination setzt sich aus den Ergebnissen von Slalom, Riesenslalom und Abfahrt zusammen.
| Platz | Name             |
| ----- | ---------------- |
| 1     | Hannes Reichelt  |
| 2     | Markus Maier     |
| 3     | Andreas Ampferer |

## Damen

### Abfahrt
| Platz | Name                 | Zeit        |
| ----- | -------------------- | ----------- |
| 01    | Astrid Vierthaler    | 1:22,95 min |
| 02    | Michaela Dorfmeister | 1:23,07 min |
| 03    | Selina Heregger      | 1:23,77 min |
| 04    | Brigitte Obermoser   | 1:24,01 min |
| 05    | Karin Blaser         | 1:24,23 min |
| 06    | Andrea Felber        | 1:24,39 min |
| 07    | Katja Wirth          | 1:24,63 min |
| 08    | Michaela Kirchgasser | 1:24,71 min |
| 09    | Regina Mader         | 1:24,86 min |
| 10    | Katharina Dorner     | 1:24,98 min |

Datum: 27. März 2003

Ort: Zauchensee

### Super-G
| Platz | Name                 | Zeit        |
| ----- | -------------------- | ----------- |
| 01    | Brigitte Obermoser   | 1:15,55 min |
| 02    | Michaela Dorfmeister | 1:15,80 min |
| 03    | Chemmy Alcott (GBR)  | 1:16,48 min |
| 04    | Eveline Rohregger    | 1:16,56 min |
| 05    | Martina Lechner      | 1:16,80 min |
| 06    | Kathrin Wilhelm      | 1:16,91 min |
| 07    | Karin Blaser         | 1:16,99 min |
| 08    | Nicole Hosp          | 1:17,10 min |
| 09    | Kathrin Zettel       | 1:17,20 min |
| 10    | Astrid Vierthaler    | 1:17,42 min |

Datum: 28. März 2003

Ort: Zauchensee

### Riesenslalom
| Platz | Name                  | Zeit        |
| ----- | --------------------- | ----------- |
| 01    | Eveline Rohregger     | 2:18,12 min |
| 02    | Alenka Dovžan (SLO)   | 2:18,65 min |
| 03    | Elisabeth Görgl       | 2:19,14 min |
| 04    | Šárka Záhrobská (CZE) | 2:19,21 min |
| 05    | Martina Geisler       | 2:19,52 min |
| 06    | Brigitte Obermoser    | 2:19,76 min |
| 07    | Nika Fleiss (CRO)     | 2:19,78 min |
| 08    | Silvia Berger         | 2:19,86 min |
| 09    | Karin Blaser          | 2:19,94 min |
| 10    | Daniela Zeiser        | 2:19,97 min |

Datum: 30. März 2003

Ort: Zauchensee

### Slalom
| Platz | Name                    | Zeit        |
| ----- | ----------------------- | ----------- |
| 01    | Marlies Schild          | 1:26,20 min |
| 02    | Michaela Kirchgasser    | 1:26,71 min |
| 03    | Elisabeth Görgl         | 1:27,64 min |
| 04    | Karin Truppe            | 1:27,94 min |
| 05    | Noriyo Hiroi (JPN)      | 1:28,12 min |
| 06    | Petra Zakouřilová (CZE) | 1:28,36 min |
| 07    | Kumiko Kashiwagi (JPN)  | 1:28,99 min |
| 08    | Daniela Bagnara (ITA)   | 1:29,05 min |
| 09    | Sabine Egger            | 1:29,36 min |
| 10    | Gretchen Mielke (USA)   | 1:29,39 min |

Datum: 29. März 2003

Ort: Filzmoos

### Kombination
Die Kombination setzt sich aus den Ergebnissen von Slalom, Riesenslalom und Abfahrt zusammen.
| Platz | Name                 |
| ----- | -------------------- |
| 1     | Michaela Kirchgasser |
| 2     | Regina Mader         |
| 3     | Astrid Vierthaler    |